# قرار مجلس الأمن التابع للأمم المتحدة رقم 435
قرار مجلس الأمن التابع للأمم المتحدة رقم 435، الذي اعتمد في 29 سبتمبر 1978، وضع مقترحات لوقف إطلاق النار وإجراء انتخابات تحت إشراف الأمم المتحدة في جنوب غرب أفريقيا التي تسيطر عليها جنوب افريقيا والتي أدت في نهاية المطاف إلى استقلال ناميبيا. والأهم من ذلك أنها أنشأت مجموعة الأمم المتحدة للمساعدة في الفترة الانتقالية (UNTAG) التي أشرفت على الانتخابات وانسحاب جنوب أفريقيا.
اعتمد القرار بأغلبية 12 صوتاً؛ امتنعت تشيكوسلوفاكيا والاتحاد السوفيتي عن التصويت بينما لم تشارك جمهورية الصين الشعبية في التصويت.
في 22 ديسمبر / كانون الأول 1988، وافقت جنوب إفريقيا على تنفيذ القرار فور توقيعها على الاتفاق الثلاثي في الأمم المتحدة بنيويورك. أبرمت اتفاقية حول استقلال ناميبيا، وانسحاب القوات الكوبية من أنغولا، ووقعته أنغولا وكوبا وجنوب إفريقيا.

## روابط خارجية
- نص القرار في undocs.org
- إعادة طبع «الناخبون الناميبيون ينكرون القوة الكاملة لسوابو» بقلم مايكل جونز ، وول ستريت جورنال ، 19 نوفمبر / تشرين الثاني 1989.